# 361
Năm 361 là một năm trong lịch Julius. 